# جلال الدين المحلي
الإمام جلال الدين المحلي . (791 هـ - 864 هـ)، عالم دين مسلم وفقيه شافعي ومفسر. أحد من مؤلفي تفسير الجلالين. دفن بمدينة رشيد بالبحيرة.

## اسمه ونشأته
هو الإمام جلال الدين أبو عبد الله محمد بن شهاب الدين أحمد بن كمال الدين محمد بن إبراهيم بن أحمد بن هاشم العباسي الأنصاري المحلّي الأصل - نسبة للمحلة الكبرى من الغربية - القاهري الشافعي. ولد في مستهل شوال سنة إحدى وتسعين وسبعمائة 791 هـ الموافق سنة 1389 م بالقاهرة ونشأ بها فقرأ القرآن وحفظ المتون واشتغل في فنون العلم.

## شيوخه
أخذ الإمام جلال الدين المحلي على شيوخ كثر، منهم:
- الإمام شمس الدين أبو عبد الله محمد بن عبد الدائم النُعَيمي العسقلاني البرماوي ثم القاهري الشافعي الشهير بالشمس البرماوي (763 - 831 هـ) أخذ عنه الفقه وأصوله والعربية وكان مقيمًا معه بالمدرسة البيبرسية فكثر انتفاعه به لذلك.
- الإمام الفقيه برهان الدين أبو إسحق إبراهيم بن أحمد البيجوري المعروف بالبرهان البيجوري (750 - 825 هـ) أخذ عنه الفقه.
- الإمام المحدث جلال الدين أبو الفضل عبد الرحمن بن عمر بن رسلان الكناني العسقلاني البلقيني المصري المعروف بالجلال البلقيني (763 - 824هـ) قرأ عليه الحديث.
- الإمام المحدث ولي الدين أبو زرعة أحمد ابن المحدث عبد الرحيم العراقي (762 - 826 هـ) أخذ عنه علوم الحديث.
- الإمام الحافظ قاضي القضاة عز الدين عبد العزيز بن محمد بن إبراهيم بن جماعة الكناني (694 - 767هـ) أخذ عنه الحديث وأصول الفقه.
- الشيخ شهاب الدين العجيمي سبط ابن هشام أخذ عنه النحو.
- الشيخ شمس الدين محمد بن شهاب الدين أحمد بن صالح بن محمد بن عبد الله بن مكي الشطنوفي (توفي 873 هـ) أخذ عنه النحو وعلوم اللغة.
- الإمام ناصر الدين أبو عبد الله محمد بن أنس بن أبي بكر بن يوسف الطنتدائي المصري الحنفي أخذ عنه الفرائض والحساب (توفي 809 هـ).
- الإمام بدر الدين محمود بن محمد بن إبرهيم بن أحمد الأقصرائي (ت :825هـ) أخذ عنه المنطق والجدل والمعاني والبيان والعروض وكذا أصول الفقه.
- الإمام شمس الدين أبو عبد الله محمد بن أحمد بن عثمان الطائي البساطي المالكي (760 - 842 هـ) لازمه في التفسير وأصول الدين وغيرهما وانتفع به كثيرًا.
- الإمام علاء الدين محمد بن محمد بن محمد البخاري الحنفي (779- 841هـ).
- الشيخ العلامة نظام الدين يحيى بن يوسف بن محمد بن عيسى الصيرامي الحنفي (777 - 833 هـ) حضر عليه دروسه في علوم العقليات والفقه.
- الشيخ شمس الدين أبو عبد الله محمد بن أبي بكر بن خضر بن موسى المعروف بابن الديري (788 - 862 هـ).
- الشيخ مجد الدين البرماوي الشافعي.
- الشيخ شمس الدين أبو عبد الله محمد بن أحمد بن خليل العراقي الشافعي (توفي 816 هـ) قرأ عليه في الفقه.
- الشيخ شهاب الدين أحمد بن أبي أحمد محمد بن عبد الله المغراوي المالكي (توفي 820هـ).
- الشيخ كمال الدين أبو البقاء محمد بن موسى بن عيسى بن علي الدميري (742 - 808 هـ) حضر عليه بعض مجالسه.
- الشيخ شهاب الدين أبو العباس أحمد بن عماد بن يوسف بن عبد النبي الأقفهسي القاهري المعروف بابن العماد (750 - 808 هـ).
- الشيخ بدر الدين محمد بن علي بن عمر بن علي بن أحمد الطنبدي.
- شيخ الإسلام الإمام شهاب الدين ابن حجر العسقلاني (773-852هـ) قرأ عليه جميع شرح ألفية العراقي وأذن له في إقرائه وبه كان جل انتفاعه في الحديث وعلومه.
- الشيخ جمال الدين عبد الله بن فضل الله سمع عليه الحديث.
- الإمام المحدث شرف الدين أبو طاهر محمد بن محمد بن عبد اللطيف الشافعي المعروف بابن الكويك (737 - 821 هـ).
- الإمام العلامة شمس الدين أبي الخير محمد بن محمد بن محمد بن علي بن يوسف بن الجزري الشافعي (751 - 833 هـ) شيخ الإقراء في زمانه.
- الشيخ ناصر الدين محمد بن محمد بن محمود ناصر الدين العجمي الأصل السمنودي الشافعي ويعرف بابن محمود (توفي 855 هـ) قرأ عليه القرآن في صغره.

## صفاته
كان الإمام جلال الدين المحلي إمامًا علامة محققًا نظارًا مفرط الذكاء آيةً في الذكاء والفهم، صحيح الذهن بحيث كان يقول بعض معاصريه من العلماء المعتبرين: إن ذهنه يثقب الماس، وكان يقول عن نفسه: إن فهمي لا يقبل الخطأ، ثقة بعقله وفهمه؛ وكان حاد القريحة قوي المباحثة، حتى حكى السخاوي أن إمام الكاملية أخبره أنه رأى الإمام الونائي معه في البحث كالطفل مع المعلم، وكان معظمًا بين الخاصة والعامة مهابًا وقورًا عليه سمة الخير.
وكان غرة عصره في سلوك طريق السلف، على قدم من الصلاح والورع والأمر بالمعروف والنهي عن المنكر، يواجه بذلك أكابر الظلمة والحكام، ويأتون إليه فلا يلتفت إليهم، ولا يأذن لهم بالدخول عليه؛ وكان شديدًا في الحق يوصي بأحكامه في عقود المجالس على الكبراء وقضاة القضاة وغيرهم؛ وهم يخضعون له، ويهابونه ويرجعون إليه؛ وظهرت له كرامات كثيرة، وعرض عليه القضاء الأكبر فامتنع وأخبر الملك الظاهر بعجزه عنه، بل كان يقول لأصحابه إنه لا طاقة لي على النار.
ولي تدريس الفقه بالمدرسة البرقوقية بعد الشهاب الكوراني حين لقيه في سنة أربع وأربعين حتى كان ذلك سببًا لتعقبه عليه في شرحه جمع الجوامع بما ينازع في أكثره، وبما تعرض بعض الآخذين عن الإمام المحلي لانتقاده وإظهار فساده، ودرس بالمدرسة المؤيدية بعد موت شيخ الإسلام ابن حجر العسقلاني، واشتهر ذكره وبعُد صيته وقُصد بالفتاوى من الأماكن النائية وهرع إليه غير واحد من الأعيان بقصد الزيارة والتبرك، وأسندت إليه عدة وصايا وأوقاف فحمدت سيرته فيها، وعمَّر من ثلث بعضها ميضأة بجوار جامع الفكاهين انتفع الناس بها دهرًا.
وكان متقشفًا في ملبوسه ومركوبه، وذكر السخاوي -وهو قرينه- أنه لم يكن يقصر به عن درجة الولاية؛ ومهر وتقدم على غالب أقرانه وتفنن في العلوم العقلية والنقلية، وكان يتكسب بالتجارة، فكان أولا يتولى بيع البز في بعض الحوانيت ثم أقام شخصًا عوضه فيه مع مشارفته له أحيانًا وتصدى هو للتصنيف والتدريس والإقراء، وقد حج مرارًا؛ وقد وصفه ابن العماد بتفتازاني العرب. وألف كتبًا تشد إليها الرِّحال؛ في غاية الاختصار والتحرير والتنقيح، وسلامة العبارة وحسن المزج، والحل بدفع الإيراد؛ وقد أقبل عليها الأئمة وتلقوها بالقبول، وتداولوها؛ فكتب لها القبول ورغب الأئمة في تحصيلها وقراءتها وإقرائها حتى إن الشمس البامي كان يقرأ على الونائي فيها بل حملها معه إلى الشام فكان أول من أدخل كتبه إليها ونوه بها وأمر الطلبة بكتابتها فكتبوها وقرءوها، وكان يقرأ فيها الشيوخ من طبقة مشايخه، وقد حضر السخاوي دروسًا من كتب الشيخ الإمام المحلي عند شيخه ابن خضر وذكر أن شيخه هذا كان يكثر وصف الشيخ المحلي بالمتانة والتحقيق، وذكر أنه قد قرأ عليه من لا يحصى كثرة؛ بل وأخذ السخاوي نفسه عنه. وارتحل الفضلاء للأخذ عنه وتخرج به جماعة درَّسوا في حياته، ومع كل هذا كان رجَّاعًا إذا ظهر له الصواب على لسان من كان رجع إليه مع شدة التحرز.

## مؤلفاته
- البدر الطالع في حل جمع الجوامع. وهو شرح على كتاب جمع الجوامع في أصول الفقه للإمام تاج الدين السبكي فرغ من تأليفه سنة 824هـ، وقد طار صيته في الآفاق وأقرأه الشيخ مرات عديدة وطلبه العلماء من الأقطار لقراءته وإقرائه واعتنوا به أيما عناية ووقع لديهم موقعًا عظيمًا وكتبوه بخطهم وتداولوه فكتبه الشيخ عبد الله الشرقاوي والشيخ عبد الله الخرشي المالكي والشيخ علي العمروسي وصار عمدة الشروح لجمع الجوامع وعمدة تدريسه في الأزهر وغيره من معاهد العلم، ووضعوا عليه الحواشي الرائقة فمنها:
  - حاشية شيخ الإسلام كمال الدين بن أبي شريف (توفي 905 هـ) المسماة بالدرر اللوامع طبعت بفاس بالمغرب سنة 1312 هـ.
  - حاشية شيخ الإسلام زكريا الأنصاري (توفي 926 هـ) (مخطوط بالمكتبة الأزهرية) تمت طباعته من قبل مكتبة الرشد/الرياض، 2007م، وقد حققه: عبد الحفيظ هلال، ومرتضى علي، وقد أخرج بأربعة مجلدات.
  - حاشية العلامة ابن القاسم العبادي (توفي 994 هـ) المعروفة بـ (الآيات البينات) ، تمت طباعته من قبل دار الكتب العلمية/بيروت، 2012م، بعناية: زكريا عميرات، وقد أخرج بأربعة مجلدات.
  - حاشية العلامة ناصر الدين اللقاني وطبع منها إلى مبحث العام بمطبعة التمدن سنة 1332هـ.
  - حاشية الشيخ السنباطي الشافعي (مخطوط بالمكتبة الأزهرية).
  - حاشية الشيخ علي النجاري (مخطوط بالأزهرية).
  - حاشية الشيخ شهاب الدين البرلسي الشهير بعميرة.
  - حاشية الشيخ عبد الرحمن البناني (توفي 1198 هـ) وقد طبعت مع شرح الإمام المحلي ببولاق سنة 1285هـ في مجلدين ثم سنة 1297هـ ثم بالمطبعة الخيرية سنة 1308هـ ثم بالأزهرية سنة 1309هـ ثم بالمطبعة الميمنية سنة 1318هـ وبالشرفية في العام نفسه ثم تكرر طبعها.
  - حاشية الإمام العلامة حسن العطار (توفي 1250 هـ) وكتب عليها الشيخ عبد الرحمن الشربيني تقريرًا وطبعت الحاشية مع الشرح والتقرير في مجلدين بالمطبعة العلمية بالقاهرة سنة 1313هـ ثم بها سنة 1316هـ ثم بها أيضًا سنة 1318هـ ثم تكرر طبعها.
- شرح الورقات، وهو شرح له على كتاب الورقات في أصول الفقه لإمام الحرمين الجويني، وقد ذاع وانتشر واشتهر أيضًا وتلقاه العلماء بالقبول التام واشتغلوا به قراءةً وإقراءً وشرحًا وتحشية وكان يدرس في الأزهر وغيره من معاهد العلم أزمانًا وكان يقرؤه العلماء قبل أن ينتقلوا بالطلبة إلى جمع الجوامع، وقد طبع هذا الشرح مع المتن بمطبعة الجمالية بالقاهرة سنة 1329هـ، وقد كتب عليه العلماء الحواشي الرائقة، وممن كتب عليه:
  - الشيخ أحمد الدمياطي وطبعت حاشيته مع شرح الإمام بالمطبعة الميمنية سنة 1315هـ ثم بمطبعة دار الكتب العربية سنة 1338هـ.
  - الشيخ محمد السنباطي (وهي مخطوط بالمكتبة الأزهرية).
  - الشيخ محمد الصفتي (وهي مخطوط بالمكتبة الأزهرية).
  - الشيخ محمد بن عبادة العدوي (مخطوط بالمكتبة بالأزهرية).
  - الشيخ شهاب الدين القليوبي (مخطوط بالمكتبة بالأزهرية).
- كنز الراغبين في شرح منهاج الطالبين. وهو شرح له على منهاج الطالبين في فقه الشافعية للإمام النووي، فرغ من تأليفه سنة 860هـ وقد احتفى به العلماء إقراءً وتحشيةً وكان ولا يزال يدرس مع حواشيه بالأزهر الشريف، وقد طبع ببولاق في جزأين سنة 1283هـ ثم بها أيضًا سنة 1294هـ مع حاشية للشيخ شهاب الدين البرلسي الشهير بعميرة، ثم طبعوا جميعًا ومعهم حاشية الشيخ أحمد القليوبي (ت: 1096هـ) بالمطبعة الميمنية سنة 1306هـ ثم بها سنة 1318هـ ثم بدار إحياء الكتب العربية سنة 1327هـ في أربعة مجلدات ثم تكرر طبعه بعدها مرارًا.
- واختلط على البعض فنسب إلى المحقق المحلي كتاب إسعاف القاصد لفهم الشهاب الزاهد أو الماهد في مسائل الزاهد، وهو شرح له على المقدمة المعروفة بالستين مسألة في الفقه الشافعي للشيخ أحمد بن سليمان الزاهد، والصواب أنه لنور الدين المحلي محقق الديار المصرية، وقد طبع سنة 1432 هـ بدارة الكرز
- تفسيرًا لم يكمل كتب منه أول الكهف إلى آخر القرآن فأتمه الإمام جلال الدين السيوطي (ت: 911هـ) فسمي تفسير الجلالين، وقد كتب له القبول التام وكان يدرس في الجامع الأزهر الشريف وفي غيره من معاهد العلم أزمانًا طويلة، وقد طبع على الحجر بمصر سنة 1278هـ ثم طبع ببولاق سنة 1280هـ وبالمطبعة الوهبية في نفس السنة ثم ببولاق سنة 1289هـ ثم بها سنة 1293هـ ثم بالمطبعة البهية سنة 1300هـ ثم بالأزهرية سنة 1301هـ ثم بالميمنية سنة 1305هـ ثم طبع مرارًا بما يصعب حصره من الطبعات.
- شرح مختصر للبردة وهو شرح متقن مع الاختصار والاعتناء.
- الأنوار المضية.
- القول المفيد في النيل السعيد.
- الطب النبوي.
- كتاب في المناسك.
- كتاب في الجهاد.
- شرح القواعد لابن هشام لم يكمله.
- شرح التسهيل لابن مالك كتب منه قليلا جدًّا.
- حاشية على شرح جامع المختصرات لم يكملها.
- حاشية على جواهر الإسنوي لم يكملها.
- شرح الشمسية في المنطق لم يكمله.

## تلامذته
تتلمذ على الإمام جلال الدين المحلي وتخرج على يديه من لا يحصون كثرة من طلبة العلم حتى صاروا شيوخًا في حياته، منهم:
- الإمام نور الدين أبو الحسن علي بن القاضي عفيف الدين عبد الله بن أحم،. ويعرف بالسمهودي نزيل المدينة المنورة وعالمها ومفتيها ومدرسها ومؤرخها ولد في صفر سنة (844هـ) قرأ على الإمام بعض شرحيه على المنهاج، وجمع الجوامع، وسمع دروسه من الروضة بالمؤيدية، وتوفي سنة (911هـ) بالمدينة المنورة.
- الشيخ برهان الدين إبراهيم بن محمد بن أبي بكر بن علي بن مسعود بن رضوان المري المقدسي المعروف بابن أبي شريف (836-923هـ) ولد ببيت المقدس ثم قدم القاهرة فقرأ على الإمام نحو النصف من شرحه لجمع الجوامع في الأصول مع سماع باقيه، وتفقه به.
- الشيخ شهاب الدين أبو الفتح أحمد بن محمد بن علي بن أحمد بن موسى الأبشيهي المحلي قرأ على الإمام في شرحيه للمنهاج وجمع الجوامع.
- الشيخ خير الدين أبو الخير محمد بن محمد بن داود الرومي الأصل القاهري الحنفي نزيل المؤيدية ويعرف بابن الفراء ولد سنة (814 - 897 هـ) أخذ عنه الفقه والأصول.
- الشيخ كمال الدين أبو الفضل محمد بن محمد بن محمد بن بهادر المومني الطرابلسي ثم القاهري الشافعي (توفي 877 هـ) لازمه حتى قرأ عليه شرحه على المنهاج وجمع الجوامع وغيرهما بل قرأ عليه الكثير من شرح ألفية العراقي، وقرأ عليه تلميذه الفاضل جلال الدين بن النصيبي كراسة جمعها في ترجمة الإمام المحلي في ربيع الأول سنة (872 هـ).
- الشيخ صلاح الدين محمد بن جلال الدين محمد بن محمد بن خلف بن كميل المنصوري الدمياطي قاضي دمياط ويعرف بابن كميل (ت: 887هـ).
- الشيخ شمس الدين أبو البركات محمد بن محمد بن محمد بن علي بن يوسف بن الباز الأشهب منصور بن شبل الغراقي (795 - 858 هـ) لازمه وقرأ عليه في فنون.
- الشيخ نجم الدين محمد بن شرف الدين محمد بن نجم الدين محمد بن سراج الدين عمر بن علي بن أحمد القرشي الطنبدي الأصل القاهري الشافعي ويعرف بابن عرب ولد في رجب سنة (831 هـ).
- الشيخ شهاب الدين أحمد بن محمد بن موسى الشهاب البيروتي ثم الخانكي الشافعي.
- الشيخ عماد الدين أبو الفدا إسماعيل بن إبراهيم بن عبد الله بن محمد بن عبد الرحمن بن إبراهيم بن عبد الرحمن بن إبراهيم بن سعد الله بن جماعة (825 - 861 هـ) قرأ عليه شرحه لجمع الجوامع وغيره سردًا.
- الشيخ حسام الدين حسين بن محمد بن حسن الغزي الشافعي ويعرف بابن الهِرش.
- الشيخ شرف الدين عبد الحق بن شمس الدين محمد بن عبد الحق بن أحمد بن محمد بن محمد بن محمد بن عبد العال السنباطي قرأ عليه بعض الكتب عرضًا سنة (842 هـ).
- الشيخ زين الدين عبد الرحمن بن عبد الله بن عبد الرحمن بن محمد بن محمد بن شرف بن اللؤلؤي الدمشقي بن قاضي عجلون ولد في سنة (839 هـ).
- الشيخ زين الدين عبد الرحمن بن محمد بن حجي بن فضل السنتاوي أخذ عنه الفقه وأصوله.
- الشيخ عبد الله بن أحمد بن أبي الحسن علي بن عيسى بن محمد بن عيسى بن محمد بن عيسى الجمال الحسني السمهودي ولد سنة (804 هـ) أخذ عنه العربية وقرأ عليه شرح ابن عقيل على الألفية ثم لازمه بأخرة فقرأ عليه في الفقه وأصوله وغير ذلك.
- الشيخ علي بن داود بن سليمان بن خلد بن عوض بن عبد الله بن محمد بن نور الدين الجوجري خطيب جامع طولون حضر دروسه.
- الشيخ نور الدين علي بن محمد بن عيسى بن عمر بن عطيف العدني اليماني الشافعي ويعرف بابن عطيف ولد سنة (812هـ).
- الشيخ سراج الدين عمر بن حسن بن عمر بن عبد العزيز بن عمر النووي قرأ عليه الكثير من شرح المنهاج.
- الشيخ نجم الدين محمد بن برهان الدين إبراهيم بن جمال الدين عبد الله بن محمد بن عبد الرحمن ولد سنة (833هـ) ببيت المقدس أخذ عنه شرحه لجمع الجوامع.
- الشيخ شرف الدين يحيى بن محمد بن سعيد بن فلاح بن عمر العبسي القاهري الشافعي ويعرف بالقباني ولد سنة (827هـ) سمع على الإمام مواضع من تفسيره وتوفي سنة (900هـ).
- الشيخ أبو بكر بن قريش بن إسماعيل بن محمد قريش الظاهري، ولد سنة (850هـ).
- الشيخ الإمام على بن محمد بن عيسى بن يوسف بن محمد الأشموني ولد في شعبان سنة (838هـ) وتوفي يوم السبت سابع عشر ذي الحجة سنة (918هـ).
- الشيخ برهان الدين أبو الحسن إبراهيم بن عمر بن حسن بن علي بن أبي بكر البقاعي (809-885 هـ).

## وفاته
وقد انتقل الإمام إلى الرفيق الأعلى بعد أن مرض بالإسهال من نصف رمضان في صبيحة يوم السبت مستهل سنة 864 هـ الموافق سنة 1459 م وصلي عليه بمصلى باب النصر في مشهد حافل جدًّا ثم دفن عند آبائه الكرام بتربته التي أنشأها، وتأسف الناس عليه كثيرًا وأثنوا عليه ثناءً جميلا عاطرًا ولم يخلف بعده في مجموعه مثله، ورثاه بعض الطلبة، بل مدحه في حياته جماعة من الأعيان.